# Appian Way Productions
Appian Way Productions es una compañía de producción de cine y televisión con sede en Los Ángeles, fundada en 2001 por el actor y productor Leonardo DiCaprio. Jennifer Davisson se desempeña como Presidenta de Producción. Desde su lanzamiento, Appian Way ha lanzado una variada selección de películas, incluyendo películas ganadoras del Premio de la Academia como The Aviator (2004) y The Revenant (2015), películas nominadas al Premio de la Academia como The Ides of March (2011) y The Wolf of Wall Street (2013), así como el drama The Assassination of Richard Nixon (2004), la comedia dramática Gardener of Eden (2007), el drama criminal biográfico Public Enemies (2009), el horror psicológico Orphan (2009), el thriller psicológico Shutter Island (2010), los dramas criminales Out of the Furnace (2013) y Live by Night (2016), y el drama biográfico Richard Jewell (2019). La compañía también ha producido las series Greensburg (2008–2010), Frontiersman y The Right Stuff (2020) para Disney+.
En los últimos años, Appian Way ha estado produciendo películas documentales, especialmente relacionadas con el cambio ambiental progresivo. La compañía trabajó en asociación con National Geographic para producir Before the Flood (2016). También colaboró con Netflix en el nominado al Óscar Virunga (2014) y Cowspiracy: The Sustainability Secret (2014). Appian está en asociación con Netflix en varios documentales adicionales, incluyendo How to Change the World (2015), Catching the Sun (2015) y The Ivory Game (2016). Otros proyectos lanzados incluyen The 11th Hour (2007), Sea of Shadows (2019), que ganó el Premio del Público en el Festival de Cine de Sundance de 2019, Ice on Fire (2019) con HBO y And We Go Green (2019).

## Historia

### 2001–2010
Appian Way Productions fue fundada por Leonardo DiCaprio en 2001. Toma su nombre de la antigua vía romana del mismo nombre. Su primera película fue The Assassination of Richard Nixon (2004), protagonizada por Sean Penn como Samuel Byck, quien intentó asesinar al presidente de los Estados Unidos Richard Nixon en 1974. Se proyectó en la sección «Un Certain Regard» en el Festival de Cine de Cannes de 2004. La siguiente película de la compañía fue la película biográfica de 2004 The Aviator, producida en asociación con Forward Pass, Intermedia y Initial Entertainment Group. Basada en el libro de no ficción de 1993 Howard Hughes: The Secret Life de Charles Higham, la película retrató la vida de Howard Hughes (DiCaprio), un pionero de la aviación que se convirtió en un exitoso productor de cine entre finales de los años 20 y finales de los 40, al mismo tiempo que se volvía más inestable debido a un grave trastorno obsesivo-compulsivo. Escribiendo para The Daily Telegraph, Sukhdev Sandhu describió la película como «un hermoso tributo a la Edad de Oro de Hollywood», aunque «inclinaba la balanza entre el espectáculo y el contenido a favor del primero». Elogió la dirección de Martin Scorsese, a DiCaprio y al elenco de apoyo. La película resultó ser un éxito comercial, con una recaudación mundial de $213.7 millones contra un presupuesto de $110 millones. Obtuvo un total de once nominaciones en los 77° Premios de la Academia, incluyendo Mejor Película, Mejor Director (Scorsese) y Mejor Actor (DiCaprio), y ganó cinco de ellos, incluido un premio a la Mejor Actriz de Reparto para Cate Blanchett.

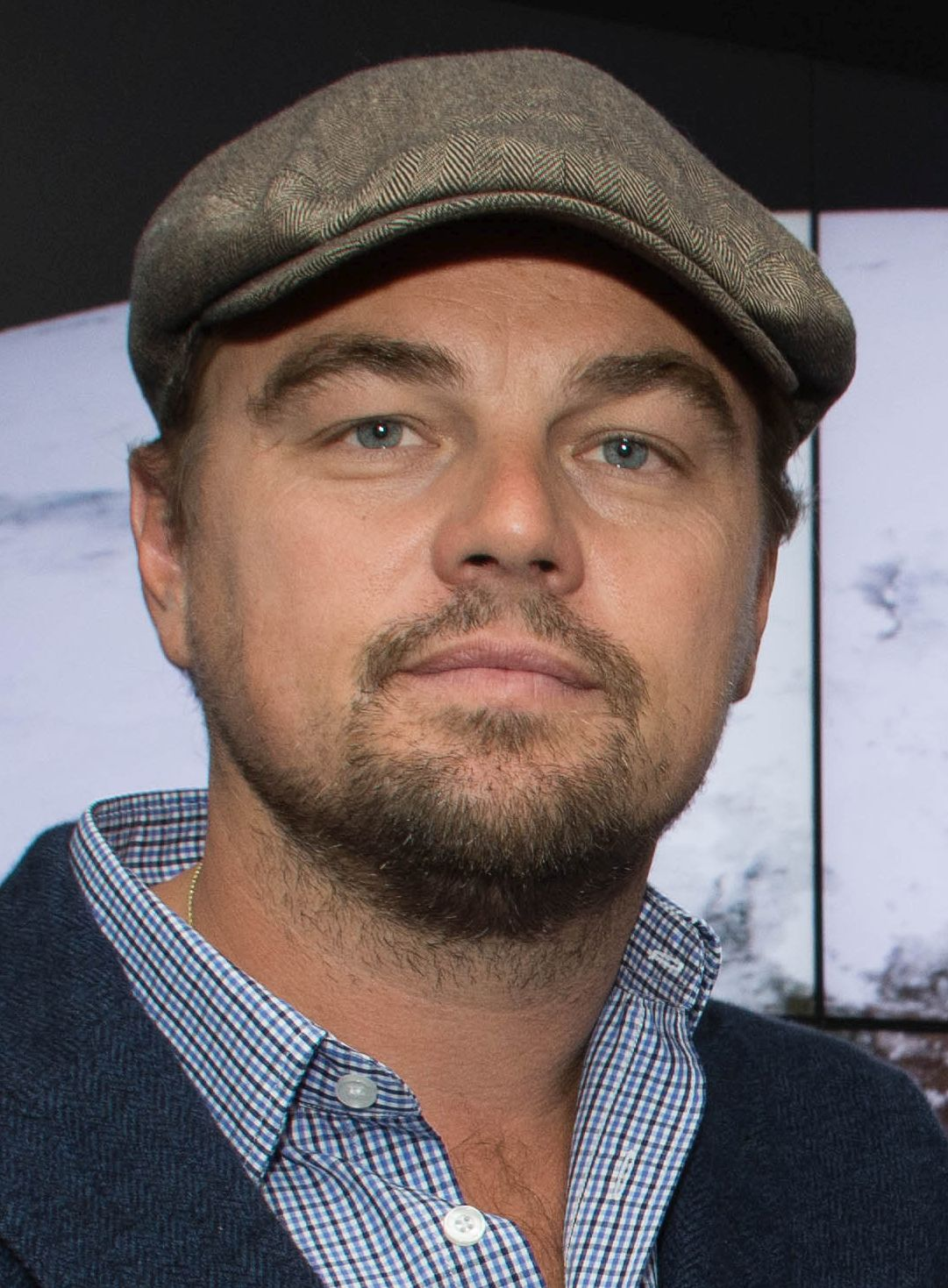
Leonardo DiCaprio, fundador de Appian Way Productions. Además de producir muchas de las películas de la empresa, también participó en algunas de ellas.

Kevin Connolly, un amigo cercano de DiCaprio, dirigió la siguiente película de Appian Way. La comedia dramática Gardener of Eden (2007), que, según Frank Scheck de The Hollywood Reporter, «carecía de la urgencia dramática o el humor negro necesarios para conectar con el público». Unos meses después, Appian Way lanzó The 11th Hour, un documental sobre el calentamiento global. La película, que contaba con 50 expertos que sugerían soluciones para varios problemas ambientales, ganó el Premio al Mejor Documental Ambiental de Earthwatch a través del canal National Geographic en marzo de 2008. DiCaprio escribió una serie de televisión de tres temporadas, Greensburg (2008–2010), que fue producida por la compañía.
Appian Way luego produjo otro biopic, Public Enemies (2009), un drama de mafiosos dirigido por Michael Mann y protagonizado por Johnny Depp y Christian Bale. Siguiendo los últimos años del notorio ladrón de bancos John Dillinger (Depp) mientras es perseguido por el agente del FBI Melvin Purvis durante la Gran Depresión, la película fue una adaptación del libro de no ficción de Bryan Burrough, Public Enemies: America's Greatest Crime Wave and the Birth of the FBI, 1933–34. Un éxito comercial, también recibió críticas generalmente positivas, aunque los críticos encontraron inexactitudes históricas en la película. La compañía, junto con Dark Castle Entertainment, lanzó la película de horror psicológico de 2009 Orphan, que contaba la historia de una pareja que, después de la muerte de su hijo nonato, adopta a una misteriosa niña de nueve años. La película fue considerada por la comunidad de adopción como una promoción de estereotipos negativos sobre los huérfanos. Aunque la película recibió críticas mixtas, fue un éxito comercial.
Scorsese se reunió con la compañía para hacer la película Shutter Island (2010), un thriller psicológico basado en la novela de 2003 del mismo nombre de Dennis Lehane. DiCaprio interpretó al alguacil estadounidense Edward «Teddy» Daniels, quien investiga un centro psiquiátrico ubicado en una isla pero finalmente cuestiona su propia cordura. Un éxito comercial, la película recibió críticas generalmente positivas; Peter Bradshaw de The Guardian elogió la dirección y las actuaciones de la película, pero criticó su «ridículo final sorpresa», llamándolo «sumamente exasperante».

### 2011–presente
Red Riding Hood, dirigida por Catherine Hardwicke, fue el primer lanzamiento de Appian Way en 2011. La película, ambientada en un pueblo perseguido por hombres lobo, sigue a una joven que se enamora de un leñador huérfano, para disgusto de su familia. Antes de la producción, la película se titulaba The Girl with the Red Riding Hood. Aunque fue mal recibida por la crítica, Mary Pols de Time la nombró una de las 10 peores películas de 2011, tuvo un retorno moderado en taquilla. El segundo lanzamiento de la compañía en 2011 fue Detachment, un drama dirigido por Tony Kaye sobre el sistema educativo de la escuela secundaria. George Clooney dirigió y coprodujo la última película del año de la compañía, The Ides of March, basada en la obra de teatro de Beau Willimon, Farragut North. Protagonizada por Ryan Gosling, Clooney y Philip Seymour Hoffman, este drama político tiene lugar durante unas primarias presidenciales, cuando un ambicioso secretario de prensa (Gosling) se ve envuelto en un escándalo político. La película recibió críticas positivas; una de The Guardian elogió la dirección y las actuaciones del elenco.

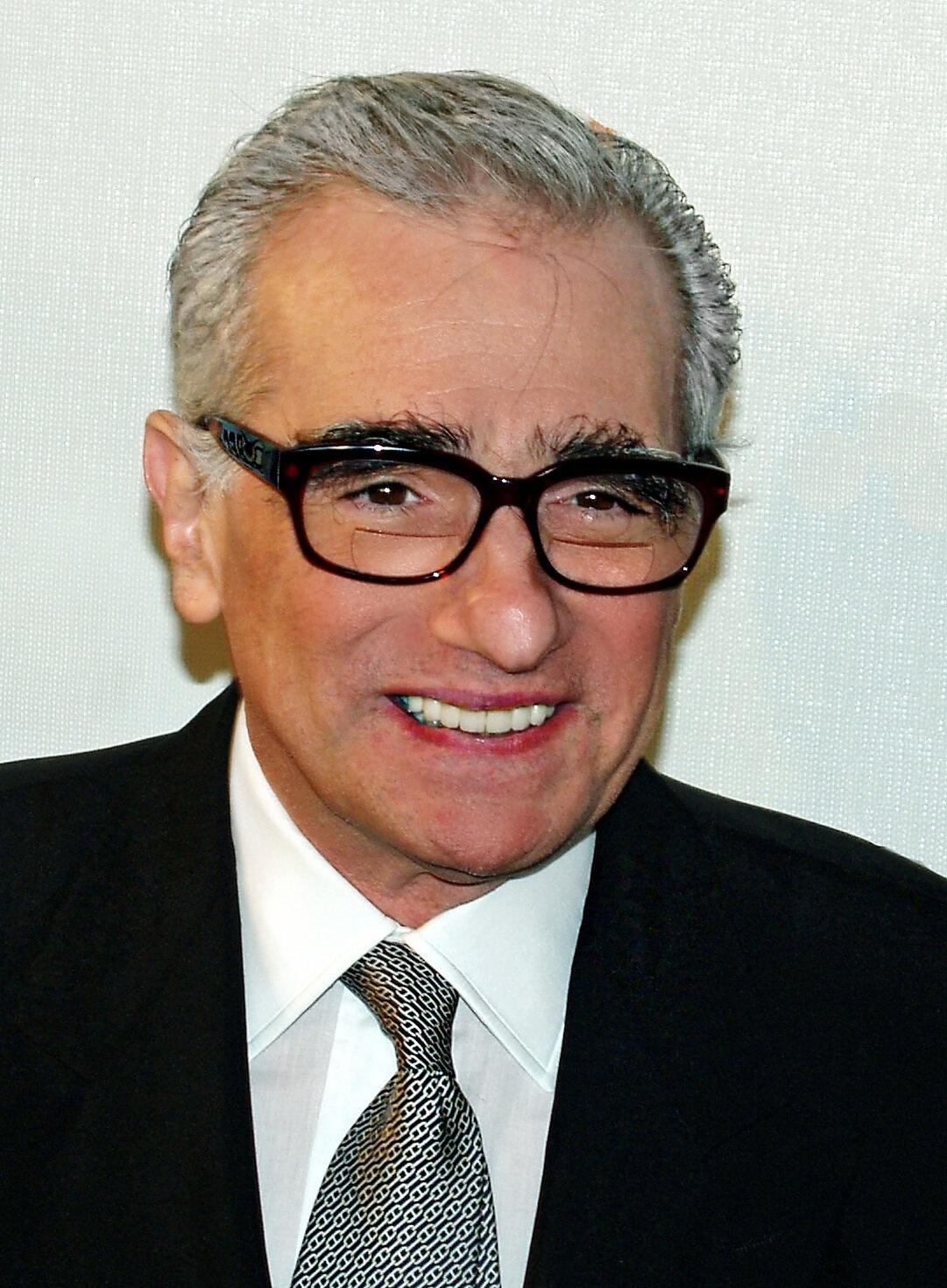
Martin Scorsese ha dirigido tres películas de la compañía, El aviador (2004), Shutter Island (2010) y El lobo de Wall Street (2013), todas ellas de éxito.

En 2013, Appian Way produjo tres películas; la primera fue Runner Runner, un thriller criminal coral, que Xan Brooks de The Guardian describió como «una película perezosa y mediocre que apenas sigue los movimientos». El thriller Out of the Furnace, el segundo lanzamiento de la compañía, también fue mal recibido por la crítica y fue un fracaso en taquilla. Scorsese dirigió la última película de la compañía en 2013: The Wolf of Wall Street, un biopic sobre la vida de Jordan Belfort (DiCaprio), un corredor de bolsa de Nueva York que dirige una empresa que se dedica al fraude de valores y al lavado de dinero en Wall Street en la década de 1990. El guion fue adaptado por Terence Winter de las memorias de Belfort del mismo nombre. La película fue prohibida en Kenia, Malasia y Nepal por su controvertida representación de eventos, contenido sexual explícito, lenguaje soez y uso de drogas. Aun así, fue un éxito comercial, convirtiéndose en la 17.ª película con mayores ingresos en 2013. La película fue nominada a varios Premios de la Academia, incluyendo Mejor Película y Mejor Actor, aunque no logró ganar en ninguna categoría.
En 2015, DiCaprio produjo y coprotagonizó junto a Tom Hardy y Domhnall Gleeson en The Revenant, dirigida por Alejandro González Iñárritu. Este thriller occidental biográfico se basa en parte en la novela de 2002 del mismo nombre de Michael Punke, que a su vez se inspiró en la supervivencia del pionero Hugh Glass después de ser atacado por un oso grizzly en 1823. Coproducida con Regency Enterprises, RatPac-Dune Entertainment, Anonymous Content y M Productions, la película fue bien recibida con elogios particulares para las actuaciones, dirección y cinematografía. «Tan sombría como el infierno pero considerablemente más hermosa, esta inmersión pesadillesca en un páramo estadounidense frío y desolado es una película de violencia despiadada, intensidad agotadora e imágenes continuamente impresionantes», según Justin Change de Variety. Construida con un presupuesto de $135 millones, la película ganó $533 millones en todo el mundo. The Revenant recibió 12 nominaciones en la 88.ª entrega de los Premios de la Academia y ganó tres, incluyendo Mejor Director y Mejor Actor.
En mayo de 2016, Appian Way Productions firmó un acuerdo de producción de tres años con Paramount Pictures. En diciembre de 2016, la compañía lanzó Live by Night, basada en la novela de 2012 del mismo nombre de Dennis Lehane. Dirigida, escrita e interpretada por Ben Affleck, este drama de gánsteres de la era de la prohibición recibió críticas en su mayoría poco entusiastas y no logró recuperar su presupuesto de producción de $65 millones. También ese año, la compañía produjo cuatro documentales: Davi's Way, The Last Shaman, The Ivory Game y Before the Flood, este último ganó el Premio al Mejor Documental en los Evening Standard British Film Awards.
En 2017, Appian Way produjo Under the Bed, un thriller televisivo sobre una joven que intenta superar una ruptura, mientras entabla amistad con un acosador en las redes sociales. En asociación con Blumhouse Productions y GK Films, la compañía producirá Delirium, una película de terror sobrenatural programada para su estreno en 2017.
En 2023, Appian Way produjo The Featherweight, la primera película de Robert Kolodny, que tuvo su estreno mundial en competición en el 80.º Festival Internacional de Cine de Venecia, y Killers of the Flower Moon de Martin Scorsese, que fue distribuida por Apple TV+ y Paramount Pictures.
Más recientemente, el estudio firmó acuerdos de primera opción con Apple para documentales y televisión, y con Sony Pictures Entertainment para largometrajes.

## Películas
| Lanzamiento             | Título                             | Director(es)                | Productores asociados                                                                | Distribuidores                                                                      |
| ----------------------- | ---------------------------------- | --------------------------- | ------------------------------------------------------------------------------------ | ----------------------------------------------------------------------------------- |
| 25 de diciembre de 2004 | The Aviator                        | Martin Scorsese             | Forward Pass Intermedia Films Initial Entertainment Group                            | Warner Bros. Pictures (América del Norte) Buena Vista International (Internacional) |
| 29 de diciembre de 2004 | The Assassination of Richard Nixon | Niels Mueller               | Anhelo Productions Esperanto Filmoj                                                  | ThinkFilm                                                                           |
| 26 de abril de 2017     | Gardener of Eden                   | Kevin Connolly              |                                                                                      | Virtual Studios                                                                     |
| 24 de julio de 2009     | Orphan                             | Jaume Collet-Serra          | Dark Castle Entertainment Studio Babelberg Motion Pictures StudioCanal               | Warner Bros. Pictures (América del Norte/Francia) Kinowelt Filmverleih (Alemania)   |
| 19 de febrero de 2010   | Shutter Island                     | Martin Scorsese             | Phoenix Pictures Sikelia Productions                                                 | Paramount Pictures                                                                  |
| 11 de marzo de 2011     | Red Riding Hood                    | Catherine Hardwicke         |                                                                                      | Warner Bros. Pictures                                                               |
| 16 de marzo de 2011     | Detachment                         | Tony Kaye                   |                                                                                      | Tribeca Film                                                                        |
| 7 de octubre de 2011    | The Ides of March                  | George Clooney              | Columbia Pictures Smokehouse Pictures Exclusive Media Cross Creek Pictures           | Sony Pictures Releasing                                                             |
| 4 de octubre de 2013    | Runner Runner                      | Brad Furman                 | Regency Enterprises New Regency Double Feature Films                                 | 20th Century Fox                                                                    |
| 6 de diciembre de 2013  | Out of the Furnace                 | Scott Cooper                | Red Granite Pictures Scott Free Productions                                          | Relativity Media                                                                    |
| 25 de diciembre de 2013 | The Wolf of Wall Street            | Martin Scorsese             | Red Granite Pictures Sikelia Productions EMJAG Productions                           | Paramount Pictures (América del Norte/Japón) Universal Pictures (Europa)            |
| 25 de diciembre de 2016 | The Revenant                       | Alejandro González Iñárritu | Regency Enterprises RatPac Entertainment New Regency Anonymous Content M Productions | 20th Century Fox                                                                    |
| 25 de diciembre de 2016 | Live by Night                      | Ben Affleck                 | RatPac-Dune Entertainment Pearl Street Films                                         | Warner Bros. Pictures                                                               |
| 22 de mayo de 2018      | Delirium                           | Dennis Iliadis              | Blumhouse Productions GK Films                                                       | Universal Pictures                                                                  |
| 21 de noviembre de 2018 | Robin Hood                         | Otto Bathurst               | Summit Entertainment Safehouse Pictures Thunder Road Films                           | Lionsgate                                                                           |
| 13 de diciembre de 2019 | Richard Jewell                     | Clint Eastwood              | Malpaso Productions Misher Films 75 Year Plan Productions                            | Warner Bros. Pictures                                                               |
| 20 de octubre de 2013   | Killers of the Flower Moon         | Martin Scorsese             | Imperative Entertainment Sikelia Productions Apple Studios                           | Paramount Pictures Apple TV+                                                        |
| TBA                     | Billy Summers                      | TBA                         | Bad Robot                                                                            | Warner Bros. Pictures                                                               |
| TBA                     | The Featherweight                  | Robert Kolodny              | Golden Ratio Film Blisspoint Entertainment                                           |                                                                                     |
| TBA                     | Queen of Bones                     | Robert Budreau              | Lumanity Productions Productivity Media                                              |                                                                                     |

## Televisión
- Greensburg (2008–10)
- Under the Bed (2017)
- Pete the Cat (2018–2022)
- Grant (2020)
- The Right Stuff (2020)
- Shining Girls (2022–presente)

## Documentales
- The 11th Hour (2007)
- Virunga (2014, Netflix)
- Cowspiracy (2015, Netflix)
- Davi's Way (2016)
- The Last Shaman (2016)
- The Ivory Game (2016)
- Before the Flood (2016)
- Jonestown: Terror in the Jungle (2018)
- Ice on Fire (2019)
- Sea of Shadows (2019, National Geographic Channel)
- And We Go Green (2019)
- Whose Vote Counts, Explained (2020, Netflix)
- Kid 90 (2021)
- Fin (2021)
- The Loneliest Whale: The Search for 52 (2021)